# 桑德羅·維澤爾
桑德羅·維澤爾（德語：Sandro Wieser；1993年2月3日—）是一位列支敦士登足球運動員。在場上的位置是中場。他現在效力於瑞士挑戰聯賽球隊華杜斯足球會。他也代表列支敦士登國家足球隊參賽。